# Okręg wyborczy Indi
Okręg wyborczy Indi (ang. Division of Indi) – jednomandatowy okręg wyborczy do Izby Reprezentantów Australii, położony w północno-wschodniej części stanu Wiktoria. Nazwa okręgu pochodzi od aborygeńskiego określenia rzeki Murray, stanowiącej naturalną granicę między Wiktorią i Nową Południową Walią. Okręg istnieje nieprzerwanie od pierwszych wyborów do parlamentu federalnego Australii w 1901 roku. 

## Lista posłów
| okres urzędowania | poseł              | przynależność                                                                |
| ----------------- | ------------------ | ---------------------------------------------------------------------------- |
| 1901-1906         | Isaac Isaacs       | Partia Protekcjonistyczna                                                    |
| 1906-1910         | Joseph Brown       | Partia Antysocjalistyczna (1906-1909) Związkowa Partia Liberalna (1909-1910) |
| 1910-1913         | Parker Moloney     | Australijska Partia Pracy                                                    |
| 1913-1914         | Cornelius Ahern    | Związkowa Partia Liberalna                                                   |
| 1914–1917         | Parker Moloney     | Australijska Partia Pracy                                                    |
| 1917-1919         | John Leckie        | Nacjonalistyczna Partia Australii                                            |
| 1919-1928         | Robert Cook        | Partia Agrarna                                                               |
| 1928-1931         | Paul Jones         | Australijska Partia Pracy                                                    |
| 1931-1937         | William Hutchinson | Partia Zjednoczonej Australii                                                |
| 1937-1949         | John McEwen        | Partia Wiejska                                                               |
| 1948-1958         | William Bostock    | Liberalna Partia Australii                                                   |
| 1958-1977         | Mac Holten         | Partia Wiejska / Narodowa Partia Wiejska                                     |
| 1977-1993         | Ewen Cameron       | Liberalna Partia Australii                                                   |
| 1993-2001         | Lou Lieberman      | Liberalna Partia Australii                                                   |
| 2001-2013         | Sophie Mirabella   | Liberalna Partia Australii                                                   |
| od 2013           | Cathy McGowan      | niezrzeszona                                                                 |

źródło: 